# HD11386
HD11386 — хімічно пекулярна зоря спектрального класу A7, що має видиму зоряну величину в смузі V приблизно  8,3.
Вона  розташована на відстані близько 411,8 світлових років від Сонця.